# Handball-Regionalliga Süd 2005/06
Die Saison 2005/06 der Handball-Regionalliga  Süd war die sechsunddreißigste Spielzeit, welche unter dem Dach des Süddeutschen Handballverbandes (SHV) organisiert wurde und nach der Bundesliga, und der 2. Bundesliga zu den dritthöchsten Spielklassen im deutschen Handball gehörte.

## Saisonverlauf
Die Regionalliga Süd 2005/06 wurde in zwei Gruppen, Staffel Ost und West, ausgespielt. Meister der Gruppe Ost war HSC Bad Neustadt und Vizemeister die HSC 2000 Coburg. Meister der Gruppe West wurde HSG Konstanz und Vizemeister SG Kronau/Östringen II. Süddeutscher Meister war nach Ausspielung der Meisterrunde TV Bittenfeld und Vizemeister HSC Bad Neustadt. Sechs Vereine mussten den Gang in die Bayernliga 2006/07 bzw. in die Oberligen antreten. Die Saison 2006/07 wurde wieder eingleisig mit achtzehn Vereinen ausgetragen.

### Modus
Es wurde eine Vor- und Rückrunde in zwei Gruppen mit je 10 Mannschaften gespielt. Die Plätze eins bis fünf waren für die Meisterreunde qualifiziert und die Plätze sechs bis zehn mussten in die Abstiegsrunde. Meister- und Abstiegsrunde wurden ebenfalls mit einer Vor- und Rückrunde ausgetragen.

## Teilnehmer
Nicht mehr dabei waren der Auf- und die Absteiger der Vorsaison. Neu dabei waren die Aufsteiger (N) aus den Oberligen Baden-Württemberg, Sachsen und der Bayernliga.

### Abschlussplatzierungen
Tabellenstand nach Vor-, Meister- und Abstiegsrunde
 1. TV Bittenfeld
- 2. HSC Bad Neustadt
- 3. HaSpo Bayreuth
- 4. HSG Konstanz
- 5. HSC 2000 Coburg
- 6. SG Kronau/Östringen II
- 7. HC Erlangen
- 8. SG Haslach/Herrenberg/K.
- 9. TSV Deizisau
- 10 TSV Altensteig (N)
- 11 TSG Söflingen (N)
- 12 VfB Forchheim 1861
- 13 SG Köndringen/Teningen
- 14 VfL Waiblingen
- 15 TV Hemsbach

 16 SG Pforzheim/Eutingen

 17 TSV Neuhausen/Filder (N)

 18 HSV Glauchau (N)

 19 TSV Simbach am Inn (N)

 20 SG HC Dresden

Landkarte Handball-Regionalliga. Die blauen Felder umfassten den Bereich der Regionalliga Süd (SHV)

(N) = neu in der Liga (A) = Absteiger aus der 2. Bundesliga (R) = Rückzug
  Meister und Aufsteiger in die 2. Bundesliga.
  „Für die Regionalliga Süd 2006/07 qualifiziert“
  Absteiger in die Bayernliga 2006/07
   Absteiger in die Oberligen